# UHF (Musikgruppe)
UHF ist eine portugiesische Rockband.

## Geschichte
1977 in Almada unter dem Namen Á Flor da Pele (deutsch etwa: Unter die Haut gehend, auch blankliegende Nerven) gegründet, gaben sie am 20. November 1978 bereits unter dem Namen UHF ihr erstes Konzert, zusammen mit den Bands Aqui d’el Rock, Minas e Armadilhas und Os Faíscas in der Lissabonner Bar É. 1979 erschien ihre erste 7″, die 3-Song-EP Jorge Morreu (dt.: Jorge ist gestorben). Zusammen mit Rui Veloso wurden sie zu einem wichtigen Motor des aufkommenden Booms der Rockmusik in Portugal. Sie spielten insbesondere im Großraum Lissabon mit zahlreichen ausländischen Bands zusammen, etwa 1979 als Vorband bei Konzerten von Elvis Costello oder Dr. Feelgood, oder auch 1980 als Vorband der Ramones, und mit The Skids, The Tourists, Original Mirrors und 999 beim 1. Festival Rock in Cascais, bevor sie 1981 mit Téléphone und den Dexys Midnight Runners auftraten. Für die Gründung der Band Xutos & Pontapés waren UHF bedeutsam, indem sie ihnen Instrumente liehen, mit ihnen probten und weitere Hilfestellungen gaben.
Die 1980 erschienene Single Cavalos de Corrida (dt.: Rennpferde) erreichte den ersten Platz der portugiesischen Singlecharts, und das folgende Album Á Flor da Pele erreicht Goldstatus. 1982 tourte die Band durch Frankreich und Deutschland, und erneut Ende 1987.
War die Band zum Zeitpunkt ihrer größten Popularität Anfang der 1980er Jahre vor allem von Punk und Powerpop beeinflusst, wurde Rock und Hardrock zunehmend der deutlichste Einfluss der Band. Ab 1988 wuchs die Popularität der Band wieder an, und sie spielten auch in größerem Rahmen, etwa dem 1. Festival Rock do Benfica 1988, zusammen mit Bonnie Tyler, Saxon und Bryan Adams. Seine Anhängerschaft des Fußballvereins Benfica Lissabon drückte der Sänger und Kopf der Band auch mit einer dem Verein gewidmeten Single und zwei ebensolchen Alben aus, von denen eines 2005 bis in die Charts kam. 1994 beteiligten sich UHF am Tribut-Projekt Filhos da Madrugada (dt.: Kinder der Morgendämmerung) für José Afonso, und sie veröffentlichten eine Reihe Tonträger seither. Die letzten beiden Alben Porquê? (dt.: Warum?) und Ao Norte Unplugged (dt.: Nach Norden unplugged) erreichten die Charts.
Die Band, die seit ihrer Gründung überwiegend in Portugiesisch singt, beschäftigte sich in ihren meist kritischen und teils poetischen, ganz überwiegend von Sänger Ribeiro geschriebenen Texten, mit einer breiten Palette an Themen, so den Gefahren des Drogenmissbrauchs, den falschen Versprechungen einer materialistischen Gesellschaft, und den vielfachen menschlichen Schwächen. UHF gelten heute als eine der prägendsten Gruppen der Rockmusikgeschichte in Portugal.

## Diskografie

### Studioalben
| Jahr | Titel                     | Höchstplatzierung, Gesamtwochen, AuszeichnungChartsChartplatzierungen (Jahr, Titel, Platzierungen, Wochen, Auszeichnungen, Anmerkungen) | Anmerkungen                   |
| Jahr | Titel                     | PT | Anmerkungen                   |
| ---- | ------------------------- | --- | ----------------------------- |
| 1982 | Persona Non Grata         | PT27 (1 Wo.)PT | Charteinstieg in PT erst 2018 |
| 1983 | Ares e Bares de Fronteira | PT24 (1 Wo.)PT | Charteinstieg in PT erst 2012 |
| 2010 | Porquê?                   | PT19 (2 Wo.)PT |                               |
| 2012 | Ao norte Unplugged        | PT21 (3 Wo.)PT |                               |
| 2013 | A minha geração           | PT14 (1 Wo.)PT |                               |
| 2017 | A herança do andarilho    | PT18 (4 Wo.)PT |                               |

grau schraffiert: keine Chartdaten aus diesem Jahr verfügbar
Weitere Studioalben
- 1981: À Flor da Pele
- 1982: Estou de Passagem
- 1988: Noites Negras de Azul (2008 wiederveröffentlicht)
- 1988: Em Lugares Incertos (2008 wiederveröffentlicht)
- 1990: Este Filme – Amélia Recruta
- 1991: Comédia Humana
- 1993: Santa Loucura
- 1996: 69 Stereo
- 1998: Rock É! Dançando Na Noite
- 2003: La Pop End Rock
- 2005: Há Rock no Cais

### Livealben
| Jahr | Titel                                | Höchstplatzierung, Gesamtwochen, AuszeichnungChartsChartplatzierungen (Jahr, Titel, Platzierungen, Wochen, Auszeichnungen, Anmerkungen) | Anmerkungen                   |
| Jahr | Titel                                | PT | Anmerkungen                   |
| ---- | ------------------------------------ | --- | ----------------------------- |
| 1985 | No Jogo da Noite – Ao Vivo em Almada | PT28 (1 Wo.)PT | Charteinstieg in PT erst 2018 |

grau schraffiert: keine Chartdaten aus diesem Jahr verfügbar
Weitere Livealben
- 1990: Julho, 13
- 2009: Absolutamente Ao Vivo (auch als DVD)

### Kompilationen
| Jahr | Titel                   | Höchstplatzierung, Gesamtwochen, AuszeichnungChartsChartplatzierungen (Jahr, Titel, Platzierungen, Wochen, Auszeichnungen, Anmerkungen) | Anmerkungen |
| Jahr | Titel                   | PT | Anmerkungen |
| ---- | ----------------------- | --- | ----------- |
| 2015 | O Melhor De 300 Canções | PT7 (2 Wo.)PT |             |

Weitere Kompilationen
- 1995: Cheio
- 1995: Back To Back
- 1996: Cavalos de Corrida – Projecto Caravela
- 1996: Sarajevo – Bósnia (für das portugiesische Balkan-Militärkontingent)
- 1999: Eternamente
- 2001: À Beira do Tejo
- 2003: Harley Jack (nur auf Motorradclub-Treffen und per Internet)
- 2003: Sou Benfica – As Canções da Águia (Benfica Lissabon gewidmet)
- 2004 Voltei a Porto Moniz (nicht-kommerzielles Mini-Album für die Câmara Municipal von Porto Moniz)
- 2006: UHF – Grandes Êxitos
- 2007: Canções Prometidas – Raridades Vol. 1
- 2007: Canções Prometidas – Raridades Vol. 2
- 2009: Eu Sou Benfica (Benfica Lissabon gewidmet)
- 2008: UHF – Os Anos Valentim de Carvalho
- 2009: Caloira Bonita

### Singles und EPs
| - 1979: Jorge Morreu - 1980: Cavalos de Corrida - 1981: Rua do Carmo - 1981: Quem Irá Beber Comigo (Desfigurado)? - 1981: Modelo Fotográfico - 1982: Um Mau Rapaz - 1983: Voo Para a Venezuela - 1983: De Carrossel - 1984: Puseste o Diabo em Mim - 1988: Na Tua Cama - 1988: Em Violência - 1989: Hesitar (12″) - 1991: De Segunda Até Sexta - 1991: Brincar No Fogo - 1992: Brincar No Fogo – Todos à Garagem (12″) - 1993: 4 Rave Songs - 1993: Um Copo Contigo (12″) - 1993: Menina Estás à Janela (12″) - 1993: Sarajevo – Verão 92 - 1994: Um Tiro Na Solidão - 1995: Cavalols de Corrida - 1995: Toca-me | - 1996: Por Ti e Por Nós Dois - 1996: Foge Comigo Maria - 1997: O Povo do Mundo - 1998: Quando (Dentro de Ti) - 1998: Guantanamera - 1998: Ao Fim de Tanto Tempo - 1999: Uma Palavra Tua - 1999: Dança Comigo (Até o Sol Nascer) - 1999: Angie - 1999: Sou Benfica - 2001: Meninos Angolanos - 2001: Fogo (Tanto me Atrais) - 2003: A Lágrima Caiu - 2004: Podia Ser Natal - 2004: Matas-me Com o Teu Olhar - 2006: Apetece Namorar Contigo Em Lisboa - 2007: Menino (Canção da Beira Baixa) - 2009: O Tempo é Meu Amigo - 2010: O Vento Mudou - 2010: Viver Para Te Ver - 2012: Cavalos de Corrida |

## Bibliografie
- Nuno Martins: UHF – Assombro e Descoberta. Fonte da Palavra, 2011, ISBN 978-989-667-035-1.
- António Ribeiro: Cavalos de Corrida – Poética dos UHF. Sete Caminhos, 2005, ISBN 978-989-602-073-6 (Texte).
- Pedro Brito: UHF. Tugaland, 2011, ISBN 978-989-8508-03-4 (CD+Comic der Serie BD Pop+Rock Português).